# Made in Heaven (1921)
Made in Heaven is een Amerikaanse filmkomedie uit 1921 onder regie van Victor Schertzinger. De film is wellicht zoekgeraakt.

## Verhaal
De Ierse immigrant William Lowry redt Claudia Royce uit een brandend gebouw. Als hij verneemt dat ze door haar ouders wordt gedwongen om te trouwen met de miljonair Leland, stelt hij Claudia voor om een verstandshuwelijk met hem aan te gaan. Als ze later verliefd wordt op Davidge, weigert William een scheiding. Daarna wordt William rijk door de uitvinding van een gepatenteerde brandweerpaal. Als hij een huis voor haar koopt, beseft Claudia dat hij oprecht van haar houdt. 

## Rolverdeling
| Acteur           | Personage       |
| ---------------- | --------------- |
| Tom Moore        | William Lowry   |
| Helene Chadwick  | Claudia Royce   |
| Molly Malone     | Elizabeth Royce |
| Kate Lester      | Mevrouw Royce   |
| Al W. Filson     | Mijnheer Royce  |
| Freeman Wood     | Davidge         |
| Charles Eldridge | Lowry sr.       |
| Renée Adorée     | Juffrouw Lowry  |
| Herbert Prior    | Leland          |
| Fronzie Gunn     | Ethel Hadden    |
| John Cossar      | Mijnheer Hadden |